# Jacklyn Lick
Jacklyn Lick (Portland, Oregón; 20 de mayo de 1974) es una actriz pornográfica y modelo fetichista estadounidense.

## Biografía
Jacklyn Lick nació en mayo de 1974 en la ciudad de Portland, en el estado de Oregón. En el instituto estudió jazz y ballet. En el año 1996 se metió en la industria pornográfica con la ayuda de la entonces actriz Sunset Thomas, con la que llegaría a rodar algunas películas juntos. Debutó como actriz con 22 años.
Rodó películas para productoras como Madness, VCA Pictures, Evil Angel, Elegant Angel, Vivid, Metro, Notorious, Annäka, Bizarre, Kink.com, Sin City, Adam & Eve, Zane Wicked Pictures, Fallen Angel o Coast To Coast.
Además de su trabajo en la industria X, Jackyln también realizó pequeños papeles en películas convencionales como Orgazmo (1997) y 8mm (1999) y apreció en revistas pornográficas como Club, Gallery, Cheri y High Society.
En 1998 recibió sus dos primeras nominaciones en los Premios AVN: a la Mejor escena de sexo en grupo por Sinister Sister y a la Mejor escena de sexo lésbico en grupo por Nasty Girls 14. Un año después, en 1999, repetía en dichos premios nominada a la Mejor escena de sexo anal por The Show 3.
Se retiró de la industria en 2007, habiendo aparecido en un total de 171 películas como actriz.
Algunas películas suyas fueron Airotica, Born To Ride, Enchanted, Foot Beauties 2, Girls in the Hole, Jinx, Love thy Neighbor, Nightshift, Rainwoman 12, Sinister Sister o Violation of Brooke Ashley.

## Premios y nominaciones
| Año  | Ceremonia   | Resultado | Premio                                | Trabajo         |
| ---- | ----------- | --------- | ------------------------------------- | --------------- |
| 1998 | Premios AVN | Nominada  | Mejor escena de sexo en grupo         | Sinister Sister |
| 1998 | Premios AVN | Nominada  | Mejor escena de sexo lésbico en grupo | Nasty Girls 14  |
| 1999 | Premios AVN | Nominada  | Mejor escena de sexo anal             | The Show 3      |